# إلياس الأيوبي
إلياس الأيوبي (1874 - 29 يوليو 1927) مؤرخ فلسطيني عثماني عاش معظم حياته في الخديوية المصرية. ولد في عكا بفلسطين بولاية سوريا ونشأ بها، ثم غادرها إلى مصر وأكمل تعليمه فيها. تولى رئاسة دائرة الترجمة في مجلس النواب المصري، واهتم بالتاريخ وكتب عدة مؤلفات كبيرة عن تاريخ مصر. توفي في زحلة بدولة لبنان الكبير عن 53 عامًا.

## سيرته
ولد إلياس الأيوبي سنة 1291 هـ/ 1874 م في مدينة عكا بسنجق عكا بولاية سوريا العثمانية ونشأ بها. تلقى علومه في مدارس سوريا ومصر الفرنسية والإيطالية من 1881 حتى 1892، ونال شهادة المأذونية في الآداب والفلسفة. اشتغل بالتدريس، وبعد مدة سافر إلى مصر، والتحق بوظائف الحكومة، وعيّن مدير إدارة الترجمة بمجلس الشيوخ.

توفي يوم 1 صفر 1346 /29 يوليو (تموز) 1927 عن 52 عامًا في زحلة في دولة لبنان الكبير.

## جوائزه
- 8 مايو 1922: نال الجائزة الأولى، جائزة الثلاثمائة الجنية، عن كتابه «تاريخ مصر في عهد الخديوي إسماعيل باشا من سنة 1863م إلى 1879م» بعد أن اشترك في المباراة التي نظمها فؤاد الأول تحت إشراف المجمع العلمي المصري لتأليف تاريخ مصر في عهد الخديوي إسماعيل. [7][8]
 وجاء في رأي اللجنة العلمية عن أثره «كتاب إلياس الأيوبي، يتألف من مجلدين مجموع صفحاتهما ١٠٨٤ صفحة، في كل صفحة عشرون سطرًا كتابة. وينقسم إلى سبعة أجزاء تشتمل على اثنين وثلاثين فصلًا. أقسام المؤلف معقولة وعملية. قص الحوادث مضبوط ولا تحيز فيه. الإنشاء عصري وأنيق، ليس فيه كلمات بطل استعمالها، والكلمات المستحدثة قليلة فيه.» [9]

## آثاره
له محاضرات أدبية وتاريخية، ومقالات نشرت في الصحف بتوقيع «باحث مصري». من مؤلفاته:
- «صوت الحرية في الدفاع عن الأمة اليهودية»، 1913
- «قطف الأزهار في أهم حوادث الأمصار»، 1913: جاء في هدية الكتاب «أهدي كتابي هذا إلى المفكرين من أبناء الأمة المصرية الذين يتخذون من نور عقولهم شعلة يوقدون بها نار عواطفهم، ولا يجعلون دخان عواطفهم يعمي بصيرة قلوبهم، وأرجو له على أيديهم حياة قد تكون حياة لمصر.»[10]
- «تاريخ مصر في عهد الخديوي إسماعيل باشا من سنة 1863م إلى 1879م»، جزءان، 1922.
- «تاريخ مصر الإسلامية من الفتح العربي سنة 640م إلى الفتح العثماني سنة 1517م، 1933.
- «محمد علي، سيرته وأعماله وآثاره»، 1923